# Asellus monticola
Asellus monticola és una espècie de crustaci isòpode pertanyent a la família dels asèl·lids.

## Subespècies
- Asellus monticola fontinalis (Birstein, 1936)[3]

## Distribució geogràfica
Es troba a la Transcaucàsia, incloent-hi el nord-oest de l'Iran.